# Кобилін (Груєцький повіт)
Кобилін (пол. Kobylin) — село в Польщі, у гміні Груєць Груєцького повіту Мазовецького воєводства.
Населення — 460 осіб (2011).
У 1975—1998 роках село належало до Радомського воєводства.

## Демографія
Демографічна структура станом на 31 березня 2011 року:
|          | Загалом | Допрацездатний вік | Працездатний вік | Постпрацездатний вік |
| -------- | ------- | ------------------ | ---------------- | -------------------- |
| Чоловіки | 230     | 55                 | 157              | 18                   |
| Жінки    | 230     | 46                 | 136              | 48                   |
| Разом    | 460     | 101                | 293              | 66                   |